# Гвоздев, Владимир Матвеевич
Владимир Матвеевич Гвоздев (род. 29 сентября 1947) — бригадир очистной бригады шахты «Распадская», Герой Социалистического Труда.

## Биография
Владимир Гвоздев родился 29 сентября 1947 года. На шахту «Распадскую» Владимир Матвеевич пришёл с шахты имени В. И. Ленина. Гвоздев работал в бригаде Владимира Девятко, потом совершенствовал мастерство в забое признанного аса горного дела Колокольникова В. Н. Он убедился, что ключевым звеном в современном угольном деле является безупречная работа техники, грамотная её эксплуатация.
При его участии в 1978 году бригада добывает первый миллион тонн угля за год. Весной 1980 года, когда Колокольников уходил на пенсию, выбор на замену ему пал на знающего дело и пользующегося уважением горняков Владимира Гвоздева. В декабре 1982 года бригада Гвоздева преодолевает рубеж в полмиллиона тонн угля, а на следующий год он покорен уже в мае. Это был первый «гвоздевский» рекорд.
В 1985 году 28 ноября бригада Гвоздева становится третьей по счету бригадой-миллионером на шахте, к концу года ей было добыто 1 127 200 тонн угля. Четыре года подряд бригада Гвоздева завершала год с миллионными показателями, устанавливая рекорды на отечественном комплексе 4КМ-130.
21 февраля 1987 года Указом Президиума Верховного Совета СССР Владимиру Матвеевичу Гвоздеву было присвоено Звание Героя Социалистического Труда.
В 1989 году был избран депутатом Верховного совета СССР.
Окончил Московский горный институт (сейчас — Горный институт НИТУ «МИСиС»).
С 1992 по 2004 возглавлял малое российско-британское предприятие Распадская-Джой по добыче угля из трудноизвлекаемых пластов.